# Осиново (Івановська область)
Осиново (рос. Осиново) — присілок в Верхнєландеховському районі Івановської області Російської Федерації.
Населення становить 22 особи. Входить до складу муніципального утворення Кромське сільське поселення.

## Історія
Від 2005 року входить до складу муніципального утворення Кромське сільське поселення.

## Населення
| 1859 | 1905 | 2010 |
| ---- | ---- | ---- |
| 62   | ↗75  | ↘22  |